# Ernst Wehner (Psychologe)
Ernst Georg Wehner (* 1931 in Fulda; † 2011) war ein deutscher Psychologe und emeritierter Professor der Katholischen Universität Eichstätt-Ingolstadt.

## Leben
Er studierte ab 1951 an der Philosophisch-Theologischen Hochschule Fulda Philosophie. 1951 wechselte er an die Julius-Maximilians-Universität Würzburg, um Psychologie zu studieren. Das Studium schloss er 1955 mit dem Diplom ab. Seine Dissertation verfasste er über Gustav Kafka bei Wilhelm Arnold. 1974 bekam er einen Ruf an die Katholische Universität Eichstätt; hier lehrte er bis zu seiner Emeritierung im Jahre 1996 Allgemeine Psychologie und Methodenlehre.

## Werk
Er verfasste Lehrbücher zur Einführung in die Psychologie und zur Psychodiagnostik. Seine Forschungsinteressen lagen in den Bereichen der Wahrnehmungspsychologie und der Geschichte der Psychologie. Hier hat er mit anderen die drei ersten Bände der Psychologie in Selbstdarstellungen herausgegeben.

## Publikationen (Auswahl)
Monografien
- Einführung in die empirische Psychologie. Kohlhammer Verlag, Stuttgart 1980, ISBN 978-3-17005134-8.
- Mit Evamaria Durchholz: Persönlichkeits- und Einstellungstests. Kohlhammer Verlag, Stuttgart 1980, ISBN 978-3-17-005019-8.
- Entwicklungstendenzen moderner Psychologie. Minerva-Publikation, München 1978, ISBN 978-3-597-30002-9.
- Gustav Kafka: Ein Beitrag zur Geschichte d. Psychologie. Dissertation an der Universität Würzburg, 1964.

Herausgeberschaften
- Geschichte der Psychologie: Eine Einführung. Wissenschaftliche Buchgesellschaft, Darmstadt 1990, ISBN 978-3-534-07969-8.
- Psychologie in Selbstdarstellungen. Band 3. Hans Huber, Bern 1992, ISBN 3-456-82087-9.
- Mit Ludwig J. Pongratz; Werner Traxel: Psychologie in Selbstdarstellungen, Band 2. Huber, Bern 1979, ISBN 978-3456806006.
- Mit Ludwig J. Pongratz; Werner Traxel: Psychologie in Selbstdarstellungen. Band 1. Huber, Bern 1972, ISBN 978-3456304335.
- Psychodiagnostik in Theorie und Praxis. Lang Verlag, Frankfurt am Main 1981, ISBN 978-3-8204-6130-5.
- Beiträge zur Persönlichkeitspsychologie und Persönlichkeitsdiagnostik: Selbstkonzept, Kreativität, Erziehungsstile, polit. Einstellung, Berufseignung.  Lang Verlag, Bern 1976.
- Professor Doktor Wilhelm Arnold zum 60. Geburtstag - Festschrift.  Lang Verlag, Bern 1972.

Zeitschriftenartikel/Buchbeiträge
- L'EVOLUTION DE LA PSYCHOLOGIE ALLEMANDE APRES 1945. In: Rev. Int. Psychol. App., 1974, 23 (1).